# 5G-Tronic
5G-Tronic (код 722.6) — торговая марка 5-ступенчатых автоматических коробок передач немецкой компании Mercedes-Benz, заменивших в 1996 году устаревшую 5-ступенчатую гидравлическую 722.5 и 4-ступенчатую 4G-Tronic коробки передач. С 2003 года постепенно заменяется на 7G-Tronic и 9G-Tronic. Процесс замены растянулся на долгие годы в связи с тем фактом, что коробки серии 722.6 способны справляться с огромным крутящим моментом (до 1000 Н·м) и имеют более низкую стоимость, благодаря чему они по-прежнему применяются для турбированных двигателей V12 и на коммерческих автомобилях.
Применимо к автомобилям марки Chrysler данная коробка передач именуется как NAG1 от англ. New Automatic Gearbox Generation One.

## История
АКПП 5G-Tronic, шестая в серии автоматических коробок передач компании, была представлена концерном Daimler AG в 1996 году. Это первая автоматическая коробка передач марки Mercedes-Benz с электронным управлением и блокировкой гидротрансформатора. Коробка передач 5G-Tronic получила внутреннее обозначение NAG1 («новая автоматическая коробка передач 1-о поколения»).
В первых выпусках и вплоть до 1999 года в АКПП 5G-Tronic использовалась втулка скольжения в сопряжении входного и выходного вала, которая была явно слабоватой для нагрузок. Она быстро разбивалась и по причине потери давления масла и возникшего сильного люфта обоих валов выходил из строя планетарный ряд. В 1999 году в рамках модернизации коробки передач данная проблема была исправлена путём замены проблемной втулки на игольчатый подшипник с тефлоновым кольцом. Кроме того была заменена подшипником втулка скольжения в солнечной шестерне.
В 2001 году коробка передач 5G-Tronic вновь подверглась небольшому усовершенствованию. С целью повышения экономии топлива и для уменьшения времени переключения в некоторых модификациях АКПП 722.6 начали применять тонкие односторонние фрикционы (фрикционные диски), которые при повышенных нагрузках (как то, например, резкие ускорения или буксовка) быстро выходят из строя.
Несмотря на выпуск в 2003 году АКПП 7G-Tronic, пятиступенчатая коробка передач продолжала использоваться, например на автомобилях W211 (до 2009 года), а также на W164 (только в комбинации с мотором M113 V8 до 2006 года) и автомобилях с двигателями конфигурации V12, таких как R230 (до 2011 года), C216 (до 2014 года), S600, S65 AMG и других. Это связано с тем, что крутящий момент 7G-Tronic ограничен на 735 Н·м, в то время как 5G-Tronic имеет потенциал крутящего момента в 1079 Н·м. Кроме того, не все системы полного привода (AWD) совместимы с коробкой серии 7G-Tronic.
Помимо моделей Mercedes-Benz, данной коробкой передач оснащались такие автомобили, как Jeep Grand Cherokee, Dodge Durango (2011—2012, только двигатели V6), Chrysler 300 (2005—2014), Dodge Magnum (2005—2008, только AWD, RT и SRT8), Dodge Challenger (2009—2014), Dodge Charger (2006—2014), Jaguar X308 (1998—2002), SsangYong Rexton (2004-), SsangYong Kyron (2006-), Porsche 911 (996 серия, 1998—2005) и другие.

## Технические характеристики

### Передаточные числа
| АКПП                          | Передача | Передача | Передача | Передача | Передача | Передача | Передача |
| АКПП                          | 1        | 2        | 3        | 4        | 5        | R-1      | R-2      |
| ----------------------------- | -------- | -------- | -------- | -------- | -------- | -------- | -------- |
| 5G-Tronic (W5A330/Small NAG)  | 3.951    | 2.423    | 1.486    | 1.000    | 0.833    | -3.147   | -1.93    |
| 5G-Tronic (W5J400/Middle NAG) | 3.59     | 2.19     | 1.41     | 1.00     | 0.83     | -3.16    | -1.93    |
| 5G-Tronic (W5A580/Large NAG)  | 3.595    | 2.186    | 1.405    | 1.000    | 0.831    | -3.167   | -1.926   |

## Модификации

### SpeedShift (2001—)
Доработанная в плане производительности модификация 5G-Tronic, включающая в себя ручной режим и активное переключение на пониженную передачу. Впервые была применена на автомобилях Mercedes-Benz C32 AMG (2001) и Mercedes-Benz SLK32 AMG (2001).

### AMG SpeedShift (2002—)
Версия с механической блокировкой гидротрансформатора с первой передачи и переключением передач при помощи рулевого колеса. Аналогичная версия существует и для 7G-Tronic.
Впервые была применена в 2002 году на автомобилях Mercedes-Benz E55 AMG, S55 AMG, C55 AMG, CL55 AMG и CLK55 AMG.

### AMG SpeedShift R
Версия, которая применялась на автомобиле Mercedes-Benz SLR McLaren. Поддерживала 3 ручных режима управления.

## Применение
Коробка передач 5G-Tronic применялась (или применяется до сих пор) на следующих автомобилях:
- 1996–1999: Mercedes-Benz W140
- 2000–2005: Mercedes-Benz W220
- 2006–2013: Mercedes-Benz W221 (только модели с двигателем V12)
- 1997–2002: Mercedes-Benz W210
- 2003–2009: Mercedes-Benz W211
- 1997–2000: Mercedes-Benz W202
- 2000–2004: Mercedes-Benz W203
- 1998–2005: Mercedes-Benz W163
- 1998–2005: Mercedes-Benz R170
- 1996–2002: Mercedes-Benz R129
- 2001–2011: Mercedes-Benz R230 (только с двигателем V12, все остальные до 2005 года)
- 1998–2002: Mercedes-Benz W208
- 2003–2005: Mercedes-Benz W209
- 2000–2006: Mercedes-Benz C215 (только модели с двигателем V12)
- 2007–2014: Mercedes-Benz C216 (только модели с двигателем V12)
- 1996–2013: Mercedes-Benz W463
- 2005–2009: Mercedes-Benz SLR McLaren
- 2002–2012: Jeep Grand Cherokee (2002–2004 WG Diesel W5J400, 2005–2010 WK V6 и WH 3.0 V6 Diesel на экспорт, SRT8)
- 2006–2010: Jeep Commander XK (3.7 газ) и XH (3.0 Diesel на экспорт)
- 2011–2012: Dodge Durango (только модели с двигателем V6)
- 2005–2014: Chrysler 300 (только модели AWD, 300C, SRT8)
- 2005–2008: Dodge Magnum (только модели AWD, RT, SRT8)
- 2009–2014: Dodge Challenger
- 2006–2014: Dodge Charger (только модели AWD, RT, SRT8) (2006 3.5L V6 HO)
- 2007–2011: Dodge Nitro (только модели 4.0L)
- 2012–настоящее время: Jeep Wrangler[10]
- 2002–2013: Maybach 57 / 62
- 1998–2003: Jaguar X308 (только модели с нагнетателем)
- 1998–2002: Jaguar XK (X100) (только модели с нагнетателем)
- 2004–настоящее время: SsangYong Rexton
- 2006–настоящее время: SsangYong Kyron
- 2005–настоящее время: SsangYong Rodius
- 2014–настоящее время: SsangYong Actyon sports
- 1998–2014: SsangYong Chairman H
- 1998–2005: Porsche 911 (996 серия)
- 2004–2008: Chrysler Crossfire, все модели
- 2004–2010: Chrysler 300 C CRD (с двигателем OM642 V6)
- 2001–2006: Freightliner Sprinter Vans (США)
- 2003–2006: Dodge Sprinter Vans (Северная Америка)